# 馬斯塔
馬斯塔（荷蘭語：Maastoren）是位於荷蘭鹿特丹的摩天大樓，以新馬斯河命名，高165米（541英尺），為一座地上44層、地下2層建築。目前為荷蘭第一高樓。馬斯塔建於2006年至2009年之間，現為德勤會計師事務所於荷蘭的總部大樓。